# 栋济
栋济（法語：Donzy，法語發音：[dɔ̃zi]），法国中部市镇，隶属于勃艮第-弗朗什-孔泰大区涅夫勒省卢瓦尔河畔科讷库尔区，其市镇面积为63.18平方公里，2022年1月1日时人口数量为1,542人，在法国城市中排名第6,667位。
栋济位于涅夫勒省西北部，诺安河畔，多条公路在此交汇。

## 地名来源
“栋济”一名最初于公元七世纪时以“Domiciacus”的形式被记载，其名称来源及含义尚有待考证。

## 历史
栋济早在中世纪初就已成为一个距离，中世纪中期成为一个男爵的都城。13世纪时，男爵埃尔韦四世与女伯爵库尔特奈的玛蒂尔达联姻，栋济随即成为讷韦尔伯国的一部分。法国大革命后，栋济成为涅夫勒省的一个市镇。工业革命后，随着法国城市化的发展，作为典型农业区的栋济的人口数量逐年下降。二战末期，纳粹德军曾发动栋济大屠杀。

## 地理

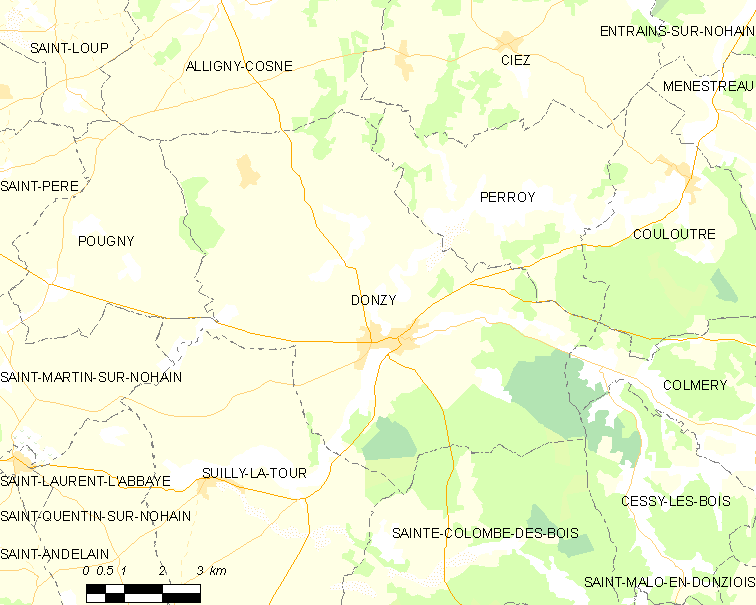
栋济市镇范围地图

栋济位于法国中部偏北，勃艮第-弗朗什-孔泰大区西部和涅夫勒省西北部，距离省会讷韦尔大约49公里。与栋济接壤的市镇包括：阿利尼科讷、圣科隆布德布瓦、塞西莱布瓦、科尔梅里、佩鲁瓦、普尼、诺安河畔圣马丹、叙伊拉图尔。

### 地形
栋济位于莫尔旺山西部延伸地区，境内以丘陵为主，市镇中心地势较为平坦，全境海拔在160到273米之间。

### 水文
诺安河自东北向西南流经境内，属于卢瓦尔河流域。

### 植被
栋济属于温带阔叶混交林区，林地广泛分布于河流附近。
在鲜花城市的评比中，栋济暂未被评级。

### 气候
栋济在柯本气候分类法中属于温带海洋性气候。

## 行政区划
栋济是法国勃艮第-弗朗什-孔泰大区涅夫勒省的一个市镇，编号为58102。栋济隶属于卢瓦尔河畔科讷库尔区、涅夫勒省第二选区和卢瓦尔河畔普伊县，同时也是卢瓦尔河之心市镇公共社区的组成部分。
栋济市镇被划为9个街区，并实行街区自治制度。
法国国家统计与经济研究所（简称）在进行数据统计时，未将栋济划入任何城市核心区（Unité urbaine）及城市区（Aire urbaine）内。自2020年起，栋济被划入包含30个市镇的卢瓦尔河畔科讷库尔城市辐射区代替。此外，还将栋济市镇整体划为一个“块区”（IRIS）。

## 交通

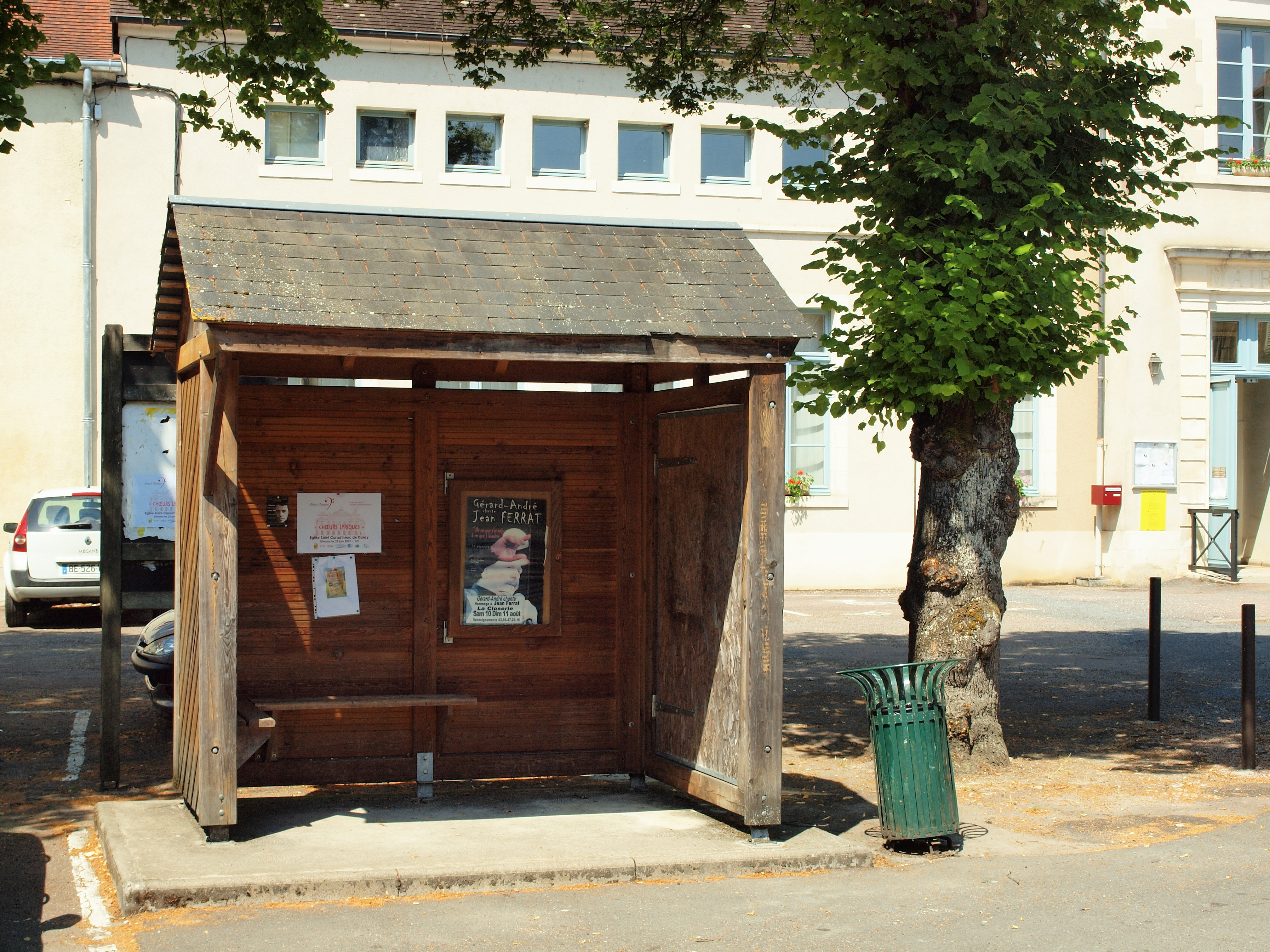
栋济市中心的城际巴士站台

### 公路
涅夫勒省省道D1线、D2线、D33线、D127线和D163线在栋济镇中心交汇。勃艮第-弗朗什-孔泰大区下属的城际客运提供巴士线路，可前往周边部分市镇。
2017年，57.3%的栋济家庭拥有至少一辆私人汽车。2019年，栋济境内共发生各类交通事故2起，造成3人受伤。

### 铁路
距离栋济最近的铁路客运车站是位于莫雷－里昂铁路上的卢瓦尔河畔科讷站。

### 航空
距离栋济最近的民用航空站为巴黎-奥利机场，距离栋济市中心的公路里程约195公里。

### 城市公共交通
截至2021年6月，栋济暂无城市公共交通系统。

## 政治

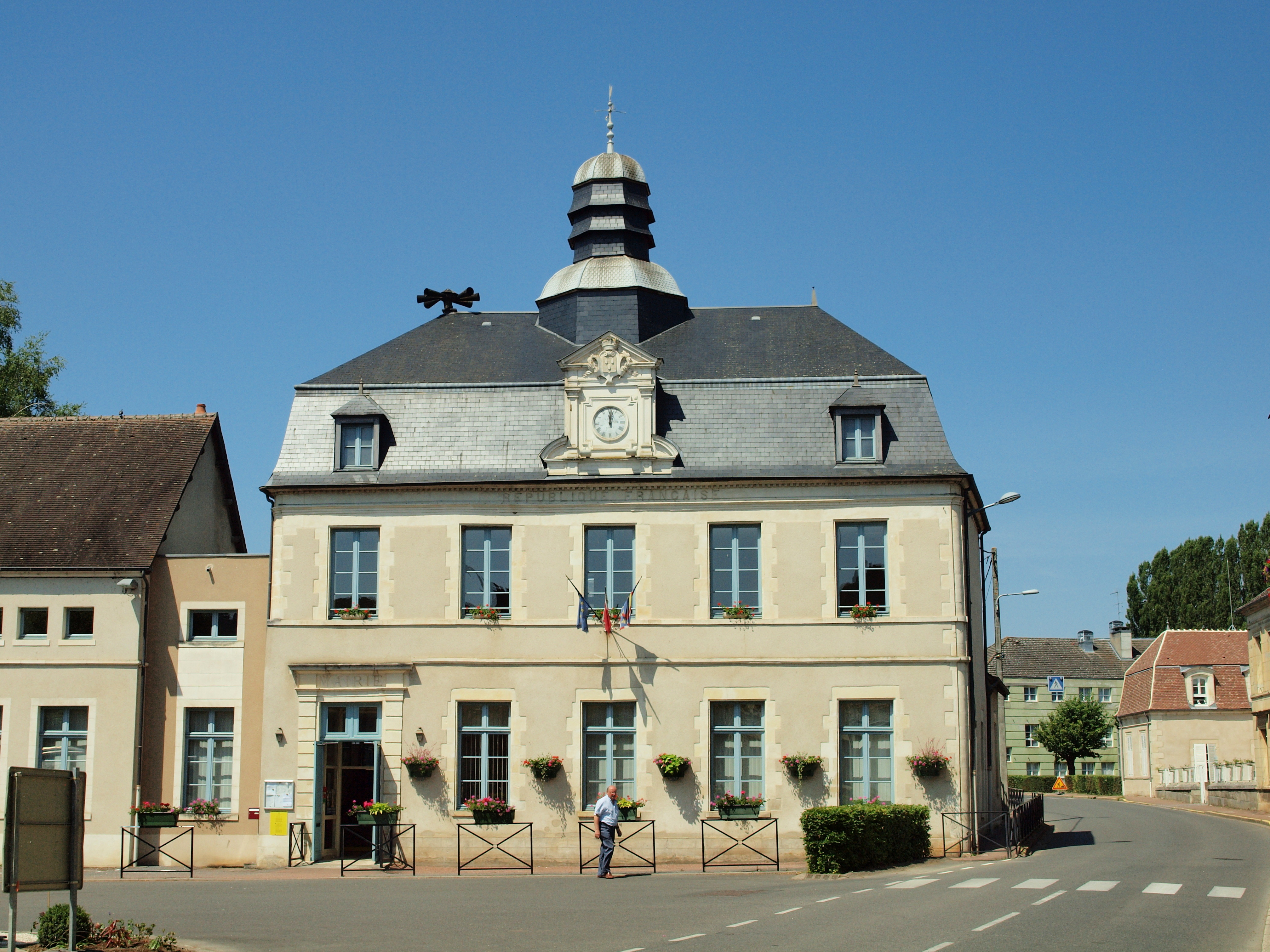
栋济市政厅

栋济的现任市长为让-保罗·雅各布先生（Jean-Paul Jacob），他是一名右翼无党派人士，在2020年的市政选举中获得了60.58%的支持率。
在2017年的法国总统大选中，法国第25任总统埃马纽埃尔·马克龙在栋济获得了54.89%的支持率。

## 人口
2018年，栋济市镇人口数量为1,578，在法国排名第6,667位。其中男性741人，女性842人，75岁及以上人口占16.1%，外籍人口数量为303人，人口密度为25人/平方公里，当地居民被称为（男性）或（女性）。2019年，栋济境内出生12人，死亡人口24人。
| 年份   | 1936  | 1946  | 1954  | 1962  | 1968  | 1975  | 1982  | 1990  | 1999  | 2006  | 2007  | 2012  | 2017  | 2018  |
| ------ | ----- | ----- | ----- | ----- | ----- | ----- | ----- | ----- | ----- | ----- | ----- | ----- | ----- | ----- |
| 人口數 | 2,159 | 2,068 | 1,911 | 1,935 | 1,898 | 1,908 | 1,890 | 1,719 | 1,659 | 1,640 | 1,637 | 1,602 | 1,583 | 1,578 |

## 经济
截至2021年6月，栋济共有各类用人单位256家，平均历史为22年，均为中小型企业（PME）。（农机销售）、（零售）及（制药）是当地2019年营业额最高的三个企业，分别为20,423,797欧元、10,724,110欧元和2,060,283欧元。

## 财政收入
2019年，栋济的财政收入总额为1,127,780欧元，财政支出总额为1,131,230欧元，当年的债务总额为962,220欧元。2020年，栋济共获得346,783欧元的国家财政补助，比上一年增加了0.06%。
2019年，栋济的家庭平均月收入总额为1,676欧元，低于法国平均水平（2,318欧元），平均每户家庭有1.6名成员。
2017年，栋济境内的青壮年（15至64岁）失业率为12.9%，当地48.2%的家庭拥有纳税资格，平均纳税1,494欧元，低于法国平均水平（3,888欧元）。

## 社会事务

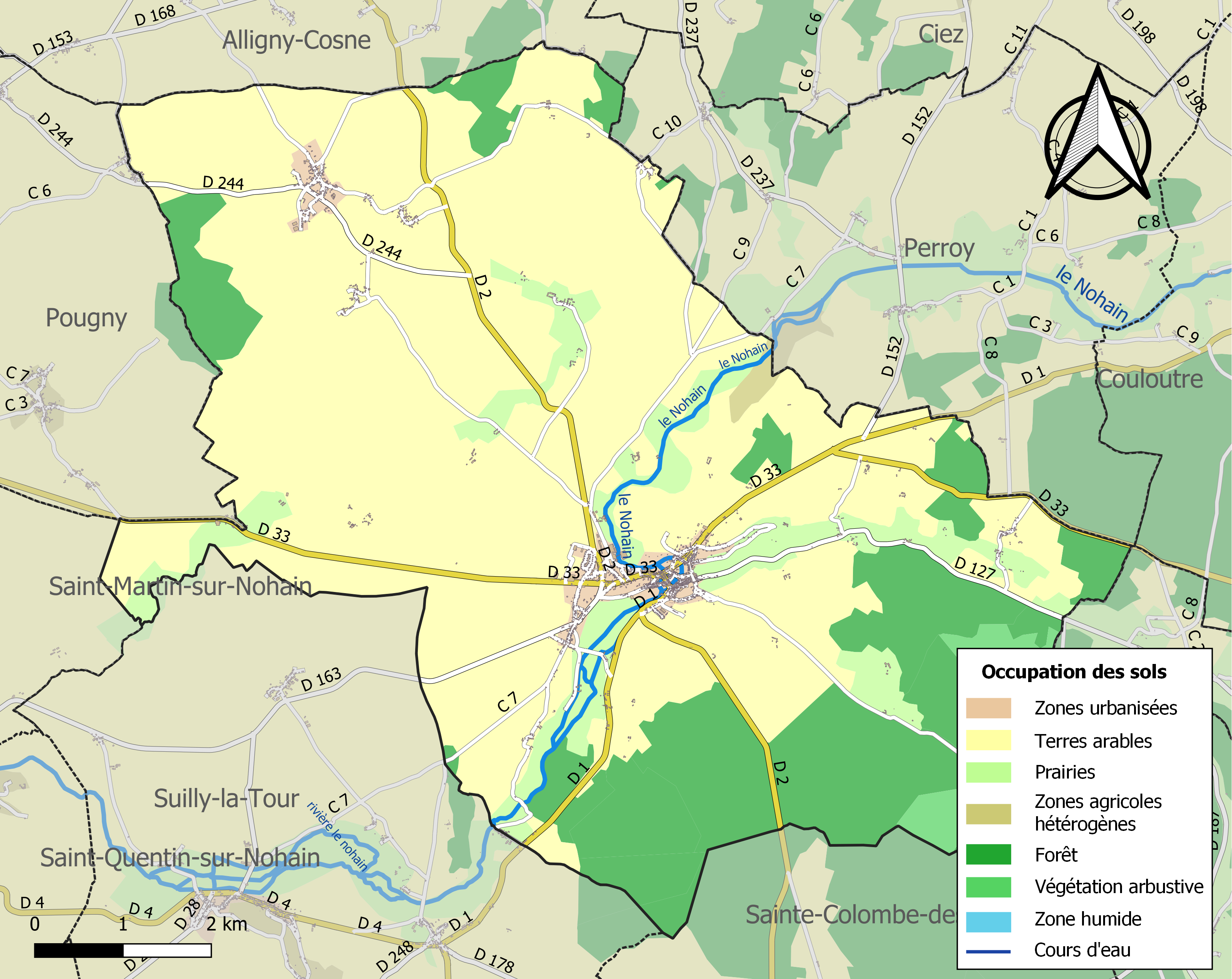
栋济土地利用情况地图

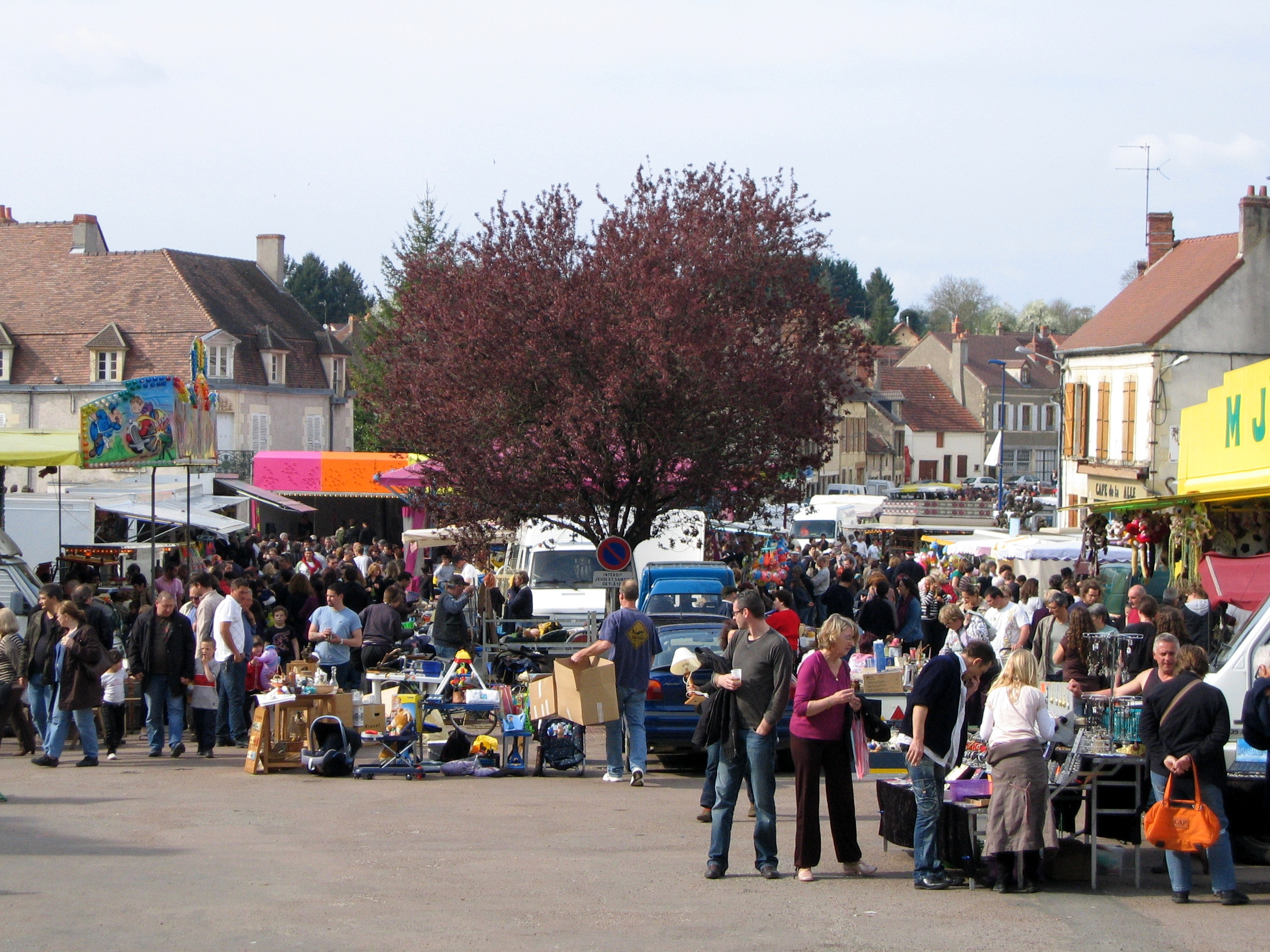
栋济复活节集市

### 教育
栋济属于第戎学区。截止2019年1月1日，栋济境内共有1所小学和1所初级中学。2018至2019学年度，栋济境内共有在校中等教育阶段学生143名。

### 医疗
截止2019年1月1日，栋济境内共有全科医生1名、保健师1名、牙医1名和护士3名。境内共有药房1家、养老院1家。
栋济是卢瓦尔河畔科讷库尔中心医院（Centre Hospitalier de Cosne-Cours-sur-Loire）的服务范围，后者是法国的一个区域性医疗机构，其主病区位于卢瓦尔河畔科讷库尔市区，距离栋济市区的正常车程在20分钟以内，设有床位244个，是当地规模最大的公立综合性医院。

### 住房
2017年，栋济境内共有各类住房1,148套，其中85.5%为独立式居民区，14.1%为集中式居民区。常住房屋占栋济市镇范围内居民建筑总量的66.5%。
在住房保障政策方面，2017年，栋济境内共有120户家庭获得了住房经济补助，受益人数占总人口数量的7.6%，其中110份为房租补助。

### 商业
2019年，栋济境内共有各类实体商铺51家，其中餐厅5家、大型超市1家、杂货店1家、面包房2家、肉铺1家、装饰品店1家、银行门店2家、美容美发店3家、汽车维修店2家。市区西部建有一家Intermarché超市。

### 体育
2019年，栋济境内共有1家游泳池、1间体育馆、1处网球场以及1处足球或橄榄球场。栋济体育之星俱乐部（Etoile Sportive Donziaise）是当地的一支足球队，2021至2022赛季参加地方性的足球联赛。

### 环境
栋济的环境事务由其所属的公共社区负责。2019年，栋济境内暂无污染企业。

### 治安
2019年，栋济市镇范围内有1处宪兵队。
2014年，栋济及附近地区共发生各类案件1,963起，其中盗窃类案件1,157起，经济类案件287起，毒品交易类案件133起。

## 文化
2019年，栋济境内暂无任何文化设施。

### 建筑
栋济境内有多处历史建筑，其中栋济圣马丁迪普雷教堂、栋济圣母迪普雷教堂等为法国国家文物保护单位。

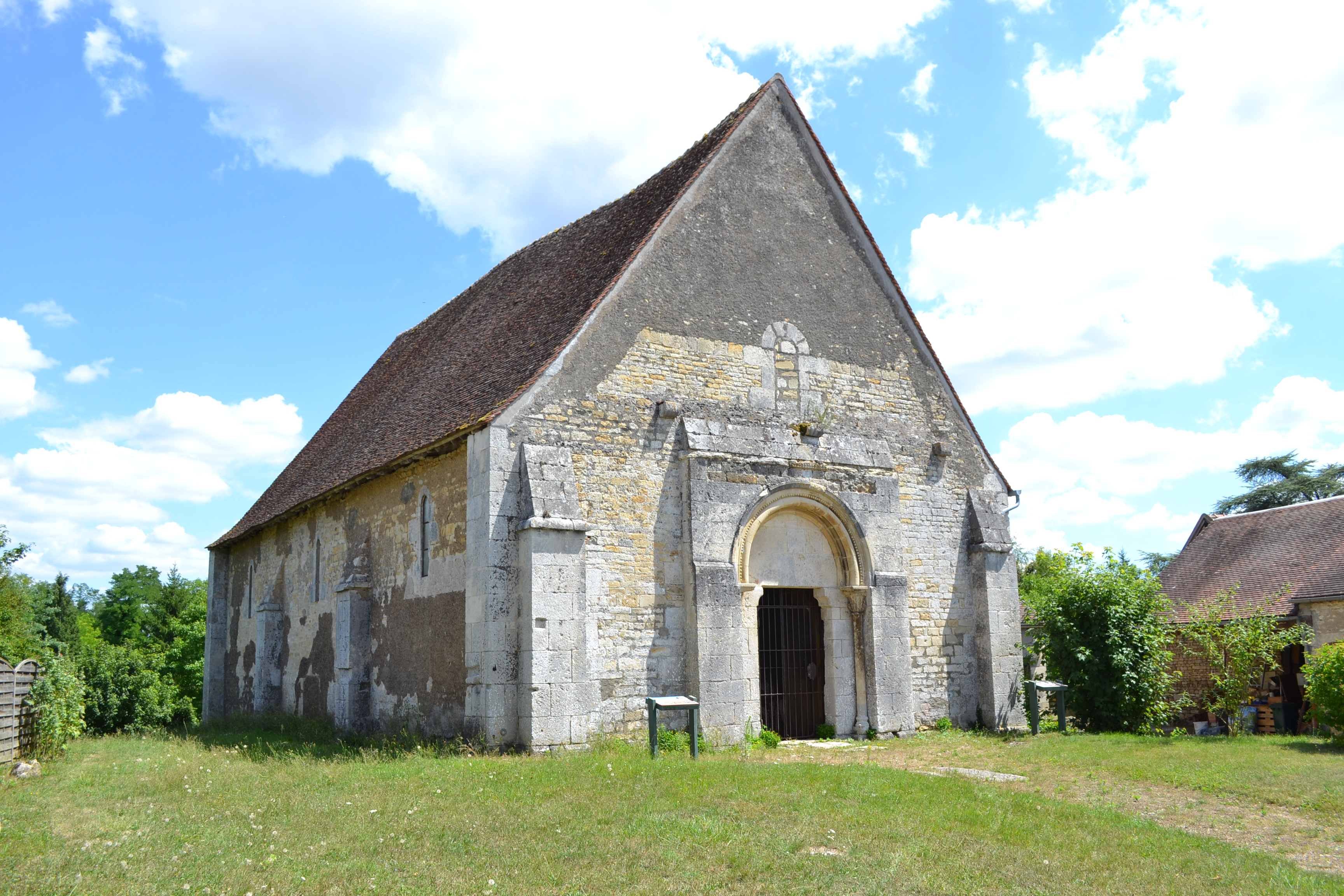
圣马丁迪普雷教堂（法语：Église Saint-Martin-du-Pré de Donzy）
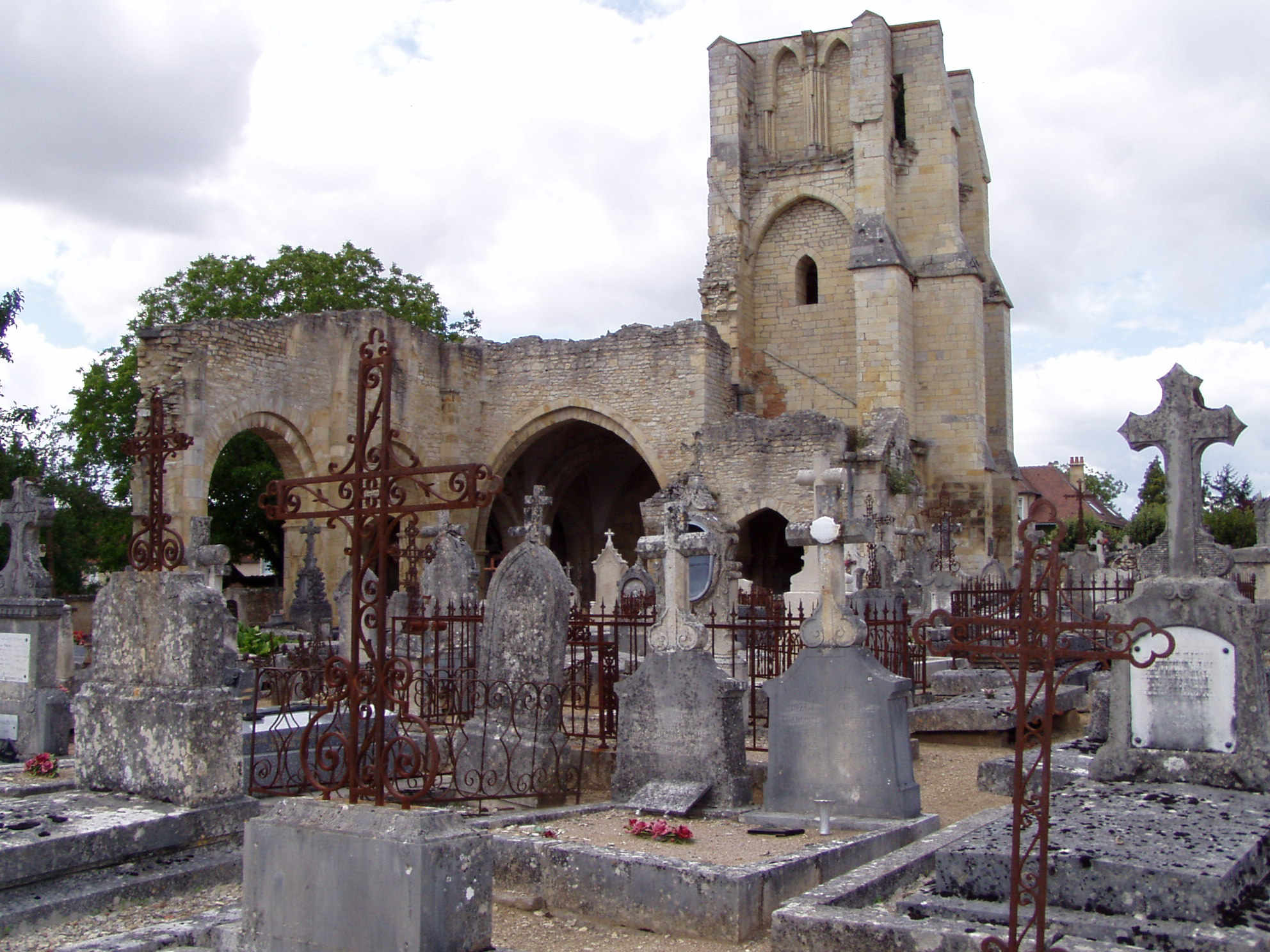
圣母迪普雷教堂（法语：Église Notre-Dame-du-Pré de Donzy）
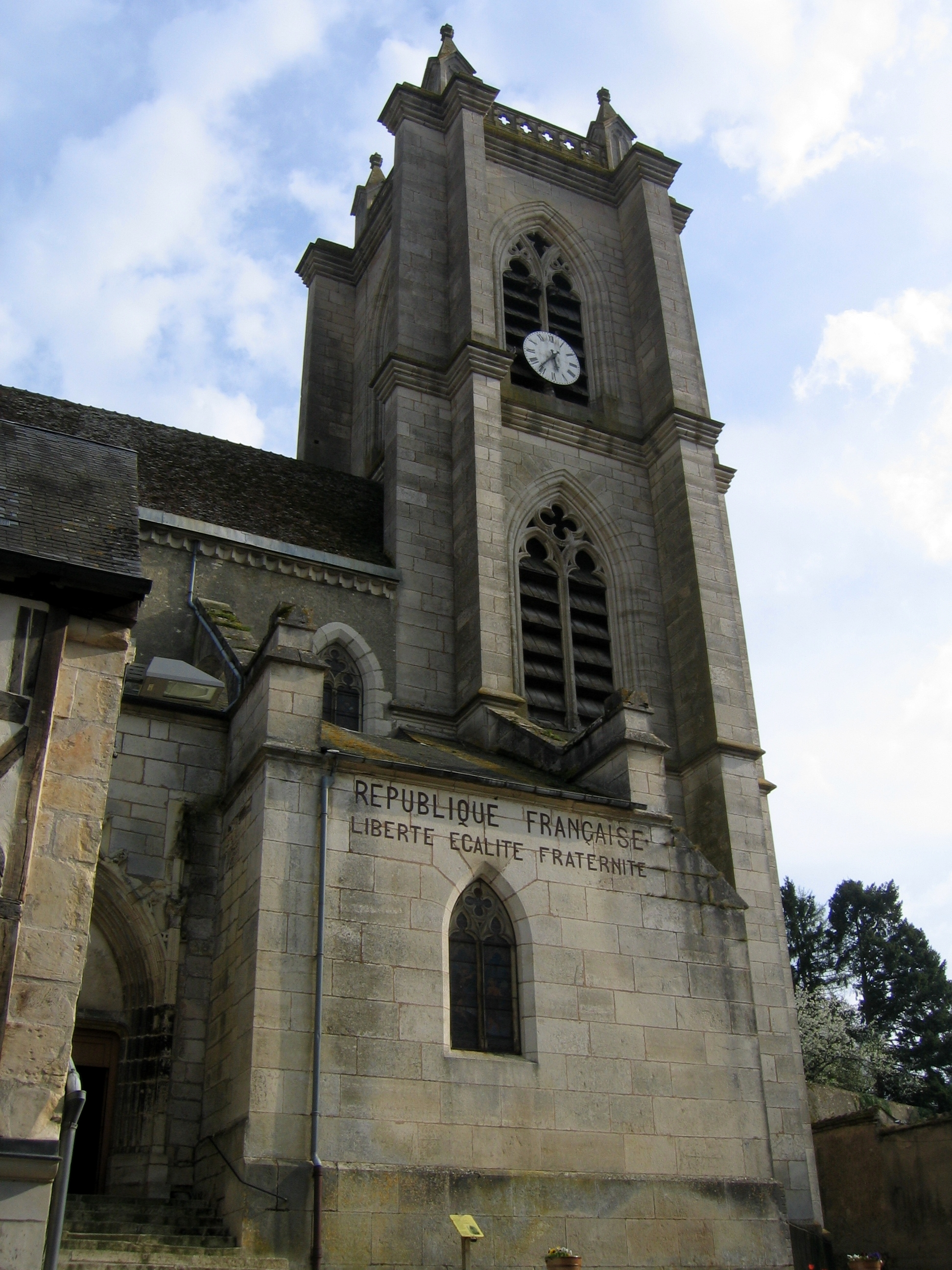
圣卡拉德克教堂
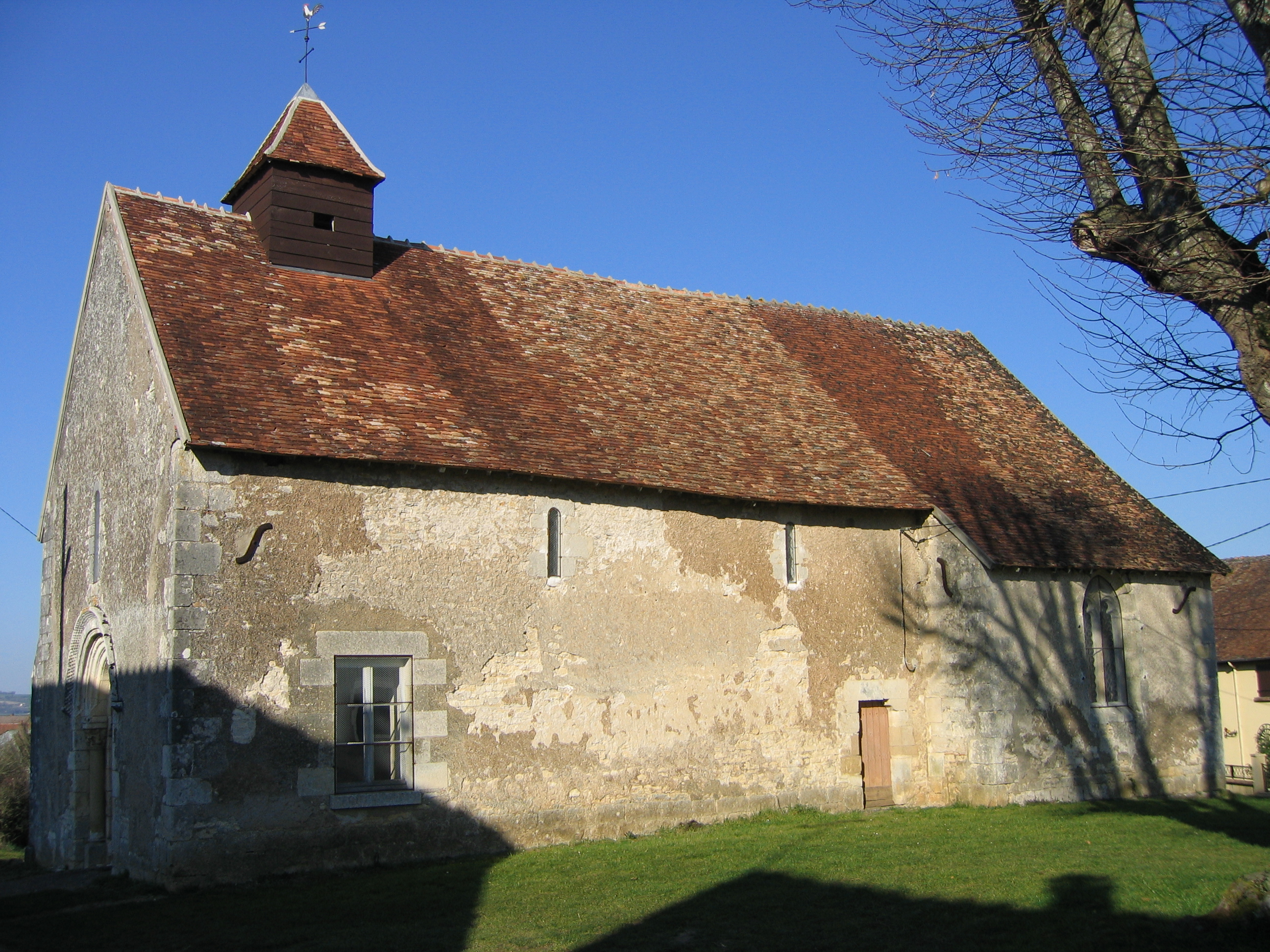
大布罗斯教堂
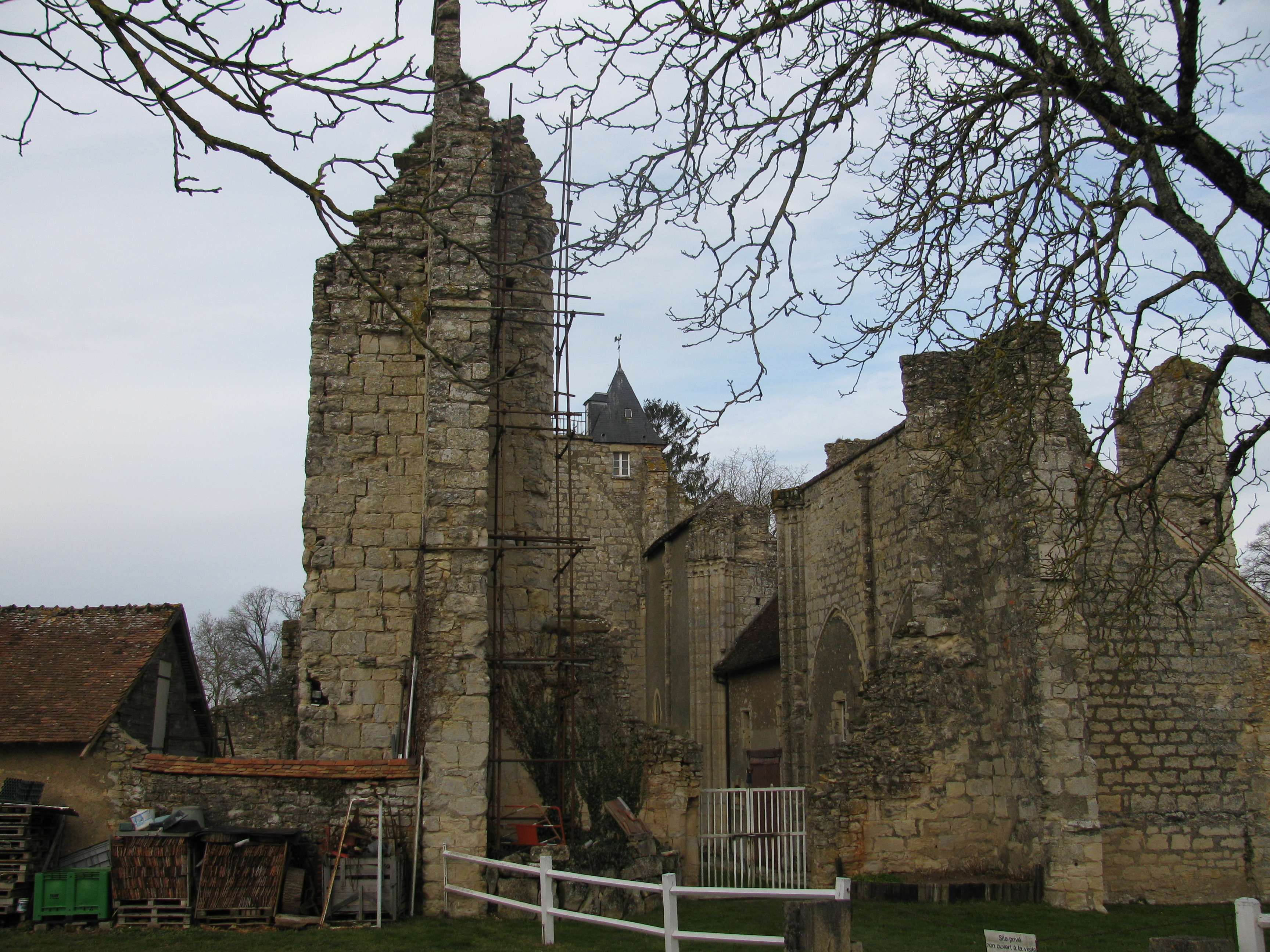
莱波圣母修道院（法语：Abbaye Notre-Dame de l'Épeau）
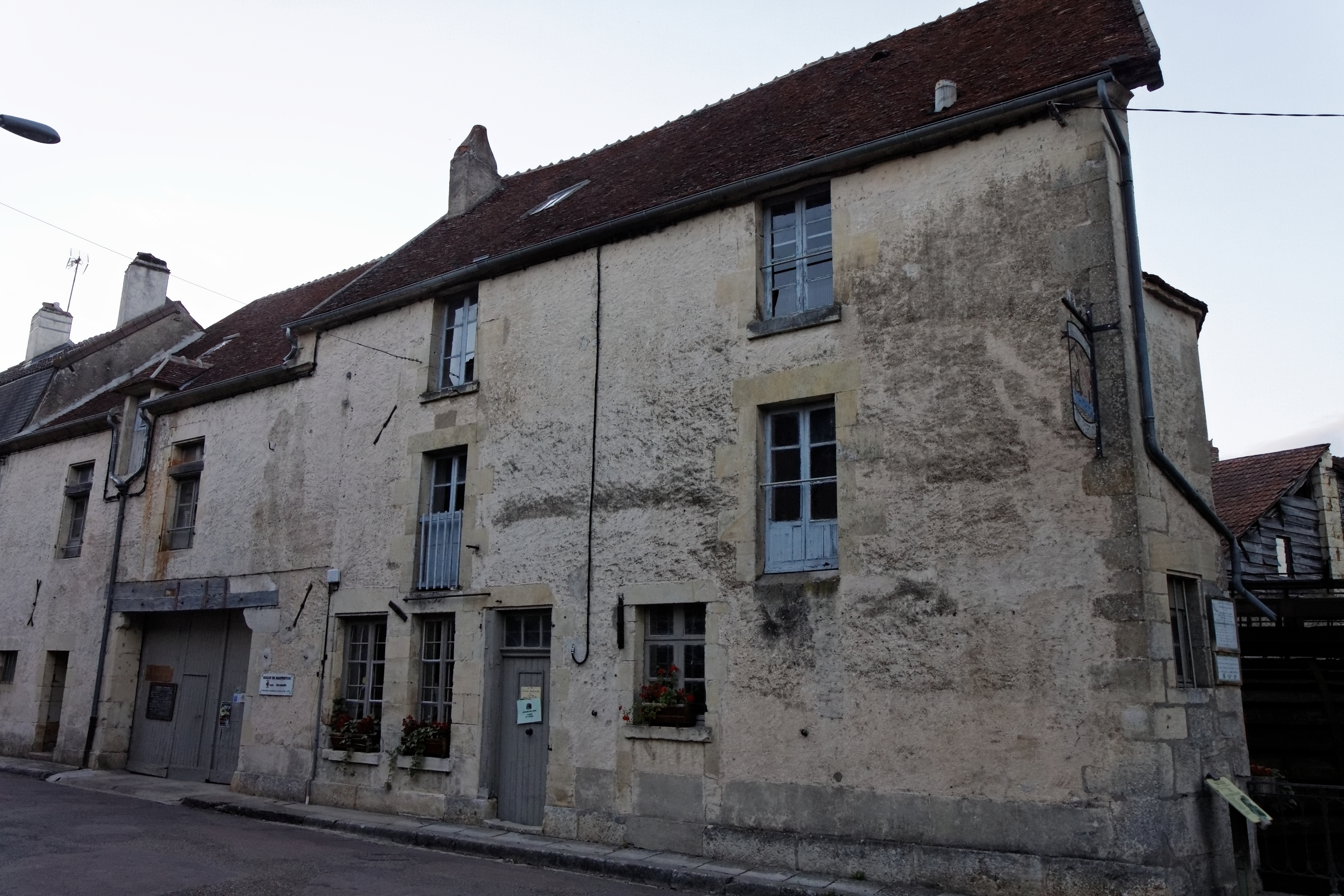
莫佩尔蒂磨坊
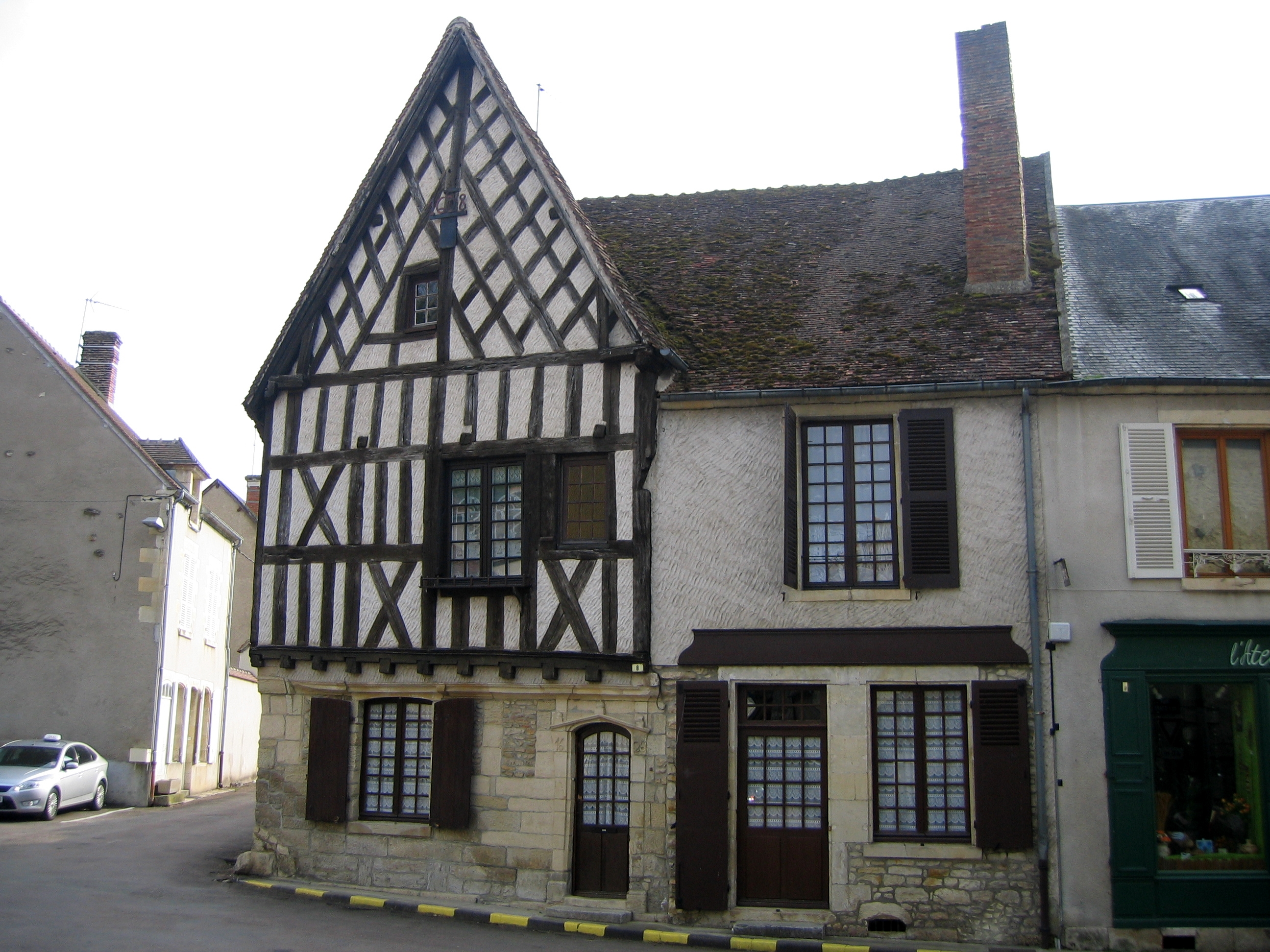
传统民居

### 旅游
栋济的旅游事务由其所属的公共社区负责。2020年，栋济境内共有2家酒店共计26间房间；另有1个露营地，可容纳共40辆露营车。

### 媒体
法国主要的媒体均可在栋济接收，法国电视三台下属的勃艮第-弗朗什-孔泰大区频道在部分时段播出栋济所属区域的地方新闻。

## 友好城市
截至2021年6月，栋济暂未建立任何友好城市关系。